# Flemming Kjærsgaard
Flemming Alfred Kjærsgaard (ur. 12 lipca 1945 w Bispebjergu) – duński piłkarz występujący na pozycji napastnika.

## Kariera klubowa
Kjærsgaard karierę rozpoczynał w 1966 roku w pierwszoligowym zespole Akademisk BK. W sezonie 1967 wywalczył z nim mistrzostwo Danii. Graczem AB był przez pięć sezonów. W 1970 roku przeszedł do belgijskiego KV Mechelen. W sezonie 1970/1971 awansował z nim z drugiej ligi do pierwszej. W 1972 roku wrócił do AB, grającego już w drugiej lidze. W sezonie 1972 awansował z nim do pierwszej ligi, jednak w kolejnym spadł z powrotem do drugiej. Kjærsgaard występował w niej z zespołem do końca swojej kariery w 1979 roku.

## Kariera reprezentacyjna
W reprezentacji Danii Kjærsgaard zadebiutował 4 czerwca 1968 w wygranym 3:1 meczu Mistrzostw Nordyckich z Finlandią. W latach 1968–1970 w drużynie narodowej rozegrał 6 spotkań.